# Chrosiothes jenningsi
Espèce
Chrosiothes jenningsi est une espèce d'araignées aranéomorphes de la famille des Theridiidae.

## Distribution
Cette espèce est endémique de Virginie-Occidentale aux États-Unis,. Elle se rencontre dans le comté de Monongalia.

## Description
Le mâle holotype mesure 1,5 mm et la femelle paratype 2,75 mm.

## Étymologie
Cette espèce est nommée en l'honneur de Daniel T. Jennings.

## Publication originale
- Piel, 1995 : A new Chrosiothes spider from West Virginia (Araneae, Theridiidae). Journal of Arachnology, vol. 22, p. 181-184 (texte intégral).